# Luis Casimiro
Luis Casimiro Palomo Cárdenas, meglio noto come Luis Casimiro (Villamayor de Calatrava, 21 giugno 1960), è un allenatore di pallacanestro spagnolo.

## Palmarès
- Campionato spagnolo: 1

Manresa: 1997-1998
- Supercoppa spagnola: 1

Gran Canaria: 2016
- Copa Príncipe de Asturias: 1

Fuenlabrada: 2005
- Liga catalana: 1

Manresa: 1997